# PZL-102 Kos
PZL-102 Kos – polski samolot sportowy wybudowany w Wytwórni Sprzętu Komunikacyjnego WSK-Okęcie pod koniec lat 50. Z wybudowanych 8 samolotów seryjnych 7 wyeksportowano.

## Historia

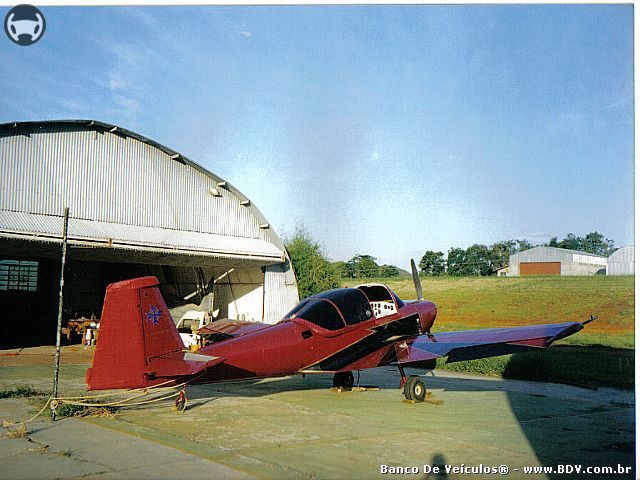
PZL-102 Kos na lotnisku w Brazylii

Pracę nad samolotem rozpoczęto w 1957 roku. Samolot został zaprojektowany w zespole inżyniera Stanisława Lassoty przy współudziale inżynierów: Janusza Drozdowskiego i Ryszarda Orłowskiego. W grudniu tego samego roku rozpoczęto budowę prototypu, który był gotowy w maju 1960 roku. 16 czerwca samolot (SP-PAD) wzbił się po raz pierwszy w powietrze, za sterami maszyny siedział pilot doświadczalny WSK-PZL Mieczysław Miłosz. Podczas pierwszego lotu ujawniła się niewystarczająca stateczność kierunkowa i niewłaściwa sterowność samolotu. Poradzono sobie z tym problemem przedłużając kadłub, obniżając osłonę kabiny i zwiększając powierzchnię usterzenia pionowego. Drugi prototyp (SP-PBC) przeszedł próby fabryczne, następnie uzyskał homologację w Instytucie Lotnictwa w Warszawie. W wersji seryjnej płaty pokryto częściowo płótnem w celu obniżenia masy samolotu. Pomiędzy rokiem 1959 a 1962 wybudowano 8 samolotów, z których siedem wyeksportowano.
Na samolocie tym pilot doświadczalny Antoni Szymański oraz inż. Romuald Gudel dokonali lotu akwizycyjno-reklamowego po Europie Zachodniej.

## Konstrukcja
PZL-102 był dwumiejscowym samolotem sportowym i turystycznym o konstrukcji metalowej. W odmianie przeznaczonej do treningu pilotów, fotele miały zagłębienia na spadochrony i drążki sterownicze zamiast wolantów, które zamontowano w odmianie turystyczno sportowej. W odmianie seryjnej samolot napędzany był chłodzonym powietrzem, czterocylindrowym silnikiem tłokowym Continental C90-12F. Zbiornik paliwa miał pojemność 75 dm³ i umieszczony był w kadłubie. Podwozie klasyczne, stałe z kółkiem ogonowym.